# Інформаційне виробництво
Інформаційне виробництво — це процес дії людини на інформацію (предмет праці) за допомогою засобів (знарядь) праці з метою отримання нової інформації (продукту праці), необхідної для створення матеріальних, духовних та інших цінностей, що забезпечують існування та розвиток людини і суспільства.
Фундаментальним для інформаційного виробництва є положення, назване академіком Г. Т. Артамоновим законом проникнення: Ніяка діяльність людей у суспільстві і суспільства загалом не вільна від інформаційного виробництва, з нього вона починається, ним і закінчується.
Друге фундаментальне положення назване Г. Т. Артамоновим законом вирощування: Інформаційне виробництво мало придумати, його треба створити (виростити) здатним для інтенсивного використання в реальних умовах.
Не зважаючи на уявну тривіальність наведених положень, урахування їх за проведення економічних реформ та інформатизації суспільства є запорукою успіху. Так, урахування потенціалу інформаційного виробництва сприяє прийняттю ефективніших рішень за здійснення реформи соціально-економічної системи будь-якого рівня (від підприємства до держави у цілому). Розробляючи проекти інформатизації, недостатньо ставити завданням максимальне насичення інформаційного виробництва сучасними засобами — обчислювальною, копіювально-розмножувальною технікою і засобами телекомунікацій, необхідні комплексні інтегровані рішення інформаційної підтримки функціонування соціально-економічних систем.
На жаль, Україна поки що не належить до держав з розвиненим інформаційним виробництвом. Отже, на сучасному етапі надзвичайно важливим є виховання керівників усіх рівнів на засадах концепції інформаційного суспільства.
На сьогодні в усіх діючих у людському суспільстві інформаційних виробництвах переважають вербальні основи спілкування. В епоху інформаційного суспільства можливо з'явиться нова, набагато могутніша за вербальну, основа спілкування людей (наприклад, спілкування образами), яка якісно змінить засоби світового інформаційного виробництва.
Сформульовані закони показують підпорядкованість засобів виробництва процесам виробництва. Тобто жодний з нових засобів, що пропонуються виробниками, не може претендувати на суспільну значущість, якщо він використовується в певному інформаційному виробництві і не вдосконалюється під впливом вимог цього виробництва.
Основними елементами інформаційного виробництва, так само як і матеріального виробництва, є предмети праці, засоби виробництва і сама праця (тобто доцільна діяльність).
Предмети праці — речі, які зазнають впливу людини в процесі виробництва. Розрізняють два види предметів праці:
1. матеріали, що безпосередньо добуваються в природі і перетворюються на продукт;
2. матеріали, що зазнали попередньої обробки. Предмети праці беруть участь у процесі виробництва один раз і відразу переносять свою первинну вартість на випущений товар, послугу. В інформаційному виробництві предметом праці є інформація. У теоретичних дослідженнях, у розробках, винахідництві також використовуються результати попередніх виробництв, причому матеріалізація цих результатів зовсім не обов'язкова. У матеріальному виробництві інформація не може бути предметом праці.

До засобів (знарядь) праці відносять машини та обладнання (активні знаряддя), будівлі та споруди (пасивні знаряддя). Засоби (знаряддя) праці багаторазово використовуються в процесі виробництва і переносять свою вартість на продукцію по частинах, поступово зношуючись. Якщо предмет праці визначає вид діяльності, то засоби праці визначають рівень і ступінь розвитку цієї діяльності. Поєднання засобів виробництва та людської праці можливе лише у тому разі, якщо рівень знань, умінь і навичок людини відповідає рівню розвитку продуктивних сил.